# 롤라 태시
롤라 태시(Lola Tash, 1993년 9월 4일 ~ )는 캐나다의 배우이다.